# Acroceras
Acroceras – rodzaj roślin z rodziny wiechlinowatych (Poaceae). Obejmuje 23 gatunki występujące w strefie tropikalnej Afryki i Azji, zwłaszcza na Madagaskarze, gdzie rośnie 12 endemitów z tego rodzaju. A. macrum jest w południowo-wschodniej Afryce uprawiany jako trawa pastewna.

## Systematyka
Pozycja według APweb (aktualizowany system APG III z 2009)
Rodzaj z plemienia Paniceae i podrodziny Panicoideae z rodziny wiechlinowatych (Poaceae) w obrębie jednoliściennych.
Wykaz gatunków
- Acroceras amplectens Stapf
- Acroceras attenuatum Renvoize
- Acroceras boivinii (Mez) A.Camus
- Acroceras bosseri A.Camus
- Acroceras calcicola A.Camus
- Acroceras chaseae Zuloaga & Morrone
- Acroceras diffusum L.C.Chia
- Acroceras elegans A.Camus
- Acroceras excavatum (Henrard) Zuloaga & Morrone
- Acroceras fluminense (Hack.) Zuloaga & Morrone
- Acroceras gabunense (Hack.) Clayton
- Acroceras ivohibense A.Camus
- Acroceras lateriticum A.Camus
- Acroceras macrum Stapf
- Acroceras mandrarense A.Camus
- Acroceras manongarivense A.Camus
- Acroceras munroanum (Balansa) Henrard
- Acroceras parvulum A.Camus
- Acroceras sambiranense A.Camus
- Acroceras seyrigii A.Camus
- Acroceras tenuicaule A.Camus
- Acroceras tonkinense (Balansa) C.E.Hubb. ex Bor
- Acroceras zizanioides (Humb., Bonpl. & Kunth) Dandy